# ساختمان بانک مینشنگ
ساختمان بانک مینشنگ (به انگلیسی: Minsheng Bank Building) آسمان‌خراش ۶۸ طبقه به ارتفاع ۳۳۱ متر، با کاربری اداری-تجاری است، که در شهر ووهان، هوبئی، جمهوری خلق چین مستقر می‌باشد. پروژه ساخت این ساختمان در سال ۲۰۰۱ آغاز شد و در سال ۲۰۰۸ تکمیل و افتتاح گردید. دفتر شعبه مرکزی چاینا مینشنگ بانک در این ساختمان مستقر می‌باشد.